# قرار مجلس الأمن التابع للأمم المتحدة رقم 923
قرار مجلس الأمن التابع للأمم المتحدة رقم 923، المتخذ بالإجماع في 31 مايو 1994. بعد إعادة التأكيد على القرار 733 (1992) وجميع قراراته اللاحقة بشأن الوضع في الصومال، تناول المجلس تدابير لحل الوضع ومدد ولاية عملية عملية الأمم المتحدة الثانية في الصومال حتى 30 سبتمبر 1994.
وحث الأطراف والفصائل الصومالية على العمل من أجل المصالحة والالتزام بالاتفاقات والالتزامات التي دخلت فيها، ورحب ببيان أصدرته الأطراف بهذا الشأن. كما سيحدد الإعلان إجراءات مؤتمر المصالحة، وانتخاب رئيس ونائب رئيس ورئيس للوزراء، واستكمال ومراجعة تشكيل نظام قانوني مستقل.
وكان هناك قلق من التأخير في عملية المصالحة وتدهور الوضع الأمني في الصومال. وأدين القتال واللصوصية والعنف والهجمات المسلحة على العاملين في مجال المساعدة الإنسانية. إن سلامة العمال وموظفي الأمم المتحدة أمر مهم، مع تكريم أولئك الذين لقوا حتفهم في الصومال من عدة بلدان. وأحاط المجلس علماً أيضاً بأن القادة الصوماليين طلبوا استمرار دعم عملية الأمم المتحدة الثانية في الصومال خلال جهود المصالحة وإعادة التأهيل، بينما كان من المتوقع أن تكتمل العملية الثانية في الصومال بحلول آذار / مارس 1995.
بموجب الفصل السابع من ميثاق الأمم المتحدة، مدد المجلس ولاية عملية الأمم المتحدة الثانية في الصومال حتى 30 أيلول / سبتمبر 1994 بشأن موضوع استعراض مقدم من الأمين العام بطرس بطرس غالي في موعد أقصاه 29 تموز / يوليو 1994 بشأن الوضع الإنساني والسياسي والأمني في الصومال ومستقبله. كان على جميع الأطراف التعاون مع عملية الأمم المتحدة الثانية في الصومال والتزاماتها، بما في ذلك تلك المتعلقة بنزع السلاح الطوعي، وإجراء مزيد من المفاوضات على الفور.
وطالب المجلس بإنهاء أعمال العنف والترهيب ضد العاملين في المجال الإنساني، وأكد من جديد أن حظر توريد الأسلحة المفروض على الصومال إلزامي. وقد تم الترحيب بالتقدم المحرز في إنشاء برامج العدالة والشرطة من قبل عملية الأمم المتحدة الثانية في الصومال، إلى جانب الدول الأعضاء التي قدمت المساعدة على هذا النحو. وأخيراً، تم التأكيد على الأهمية المستمرة لامتلاك عملية الأمم المتحدة الثانية في الصومال للقوات والأفراد المدنيين والمعدات والدعم المالي واللوجستي للاضطلاع بولايتها.

## روابط خارجية
- نص القرار في undocs.org